# ネムトゥオン村落伝統祭り

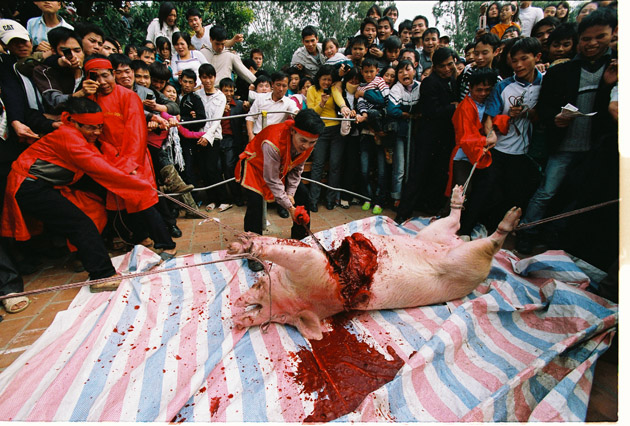
2009年に行われたネムトゥオン祭の屠殺儀式

ネムトゥオン村落伝統祭り（ネムトゥオンそんらくでんとうまつり）とは、ベトナムのバクニン省・ネムトゥオン村で旧暦の正月に行われている祭りである。
ネムトゥオン村落伝統祭りという名称は村における正式名称であり、その他の通称はベトナム語: Lễ hội chém lợn(豚斬り祭り)、英語: pig chopping festival、Pig slaughter fesival(豚切り祭り、豚の屠殺祭り)などと呼称される。
ネムトゥオン村においては一年を通じて最も重要な祭典と位置づけられているが、巨大な刀を生きている豚に振り下ろし、屠殺するという儀式が含まれ、国内外から批判されており、現在はその儀式のみ非公開とされている。

## 概要
この祭りはベトナムの歴史における伝説的な将軍であるドアン将軍を称えるために行われ、800年以上継続されている。
ドアン将軍は戦場で豚を捕まえて兵士に振る舞い、その戦いに勝利したという伝説が言い伝えられており、屠殺儀式はその伝説に基づいている。
祭りは中庭での獅子舞により開始される。
長老が香を焚き、ブタは体を表れて紅で化粧を施される。
その後ブタはケージに入れられた状態で山車に載せられて、村中を行進する。
屠殺人は刀を持った状態で、常にブタに同行する。
行進中、ブタには村人から食べ物や水、お金が備えられる。
正午になると旗振り人が屠殺儀式の開始を知らせる。
ブタは中庭へと連れ出され、子供を含む衆人環視の中、屠殺人によって屠殺が実行される。
ブタの両手両足を縄で縛り、仰向けの状態で動けなくされた後、子供の身長ほどもある巨大な刀を用いて、生きたまま両断され殺される。
屠殺が完了すると、人々は集まってその血に自分のお金を浸し、幸運を願ったり、その血を畑に撒いて豊穣を祈り、新年を迎える。また屠殺された豚の肉は、住民たちへと配られる

## 批判と縮小
儀式の内容が知られるにつれ、2012年頃から抗議活動が活発化し、動物虐待としてアジア動物基金などの動物保護団体から批判の声が上がり、また儀式を中止するようオンライン署名が行われ、ベトナム市民のアンケートでも8割が廃止を支持しているが、村人は自分たちの文化であると考えており祭りと儀式を継続していた。
先進国を目指すベトナムでは、この文化の位置づけを巡ってSNSなどで国民的議論となっていたが、2016年にベトナム政府およびはベトナム文化・スポーツ・観光省は、祭りの主催者に対して儀式の実施を中止するよう声明を発表、2017年の祭りの参加者は従来の1/3に減少し、屠殺儀式は中止はされなかったが今後ともに非公開での実施となった。また、村人がお金を血に浸す慣習も中止された。また、主催者は残酷さを低減するため、大きな刃物でブタの体を切断する代わりに、喉を切り失血死させる方法に切り替えたという。